# Ruth Maitland
Ruth Maitland (nasceu em 3 de fevereiro de 1880, Londres – morreu em 12 de março de 1961, Surrey) foi uma atriz de cinema britânica.

## Filmografia selecionada
- The Faithful Heart (1922)
- The Farmer's Wife (1928)
- Bed and Breakfast (1930)
- Aren't Men Beasts! (1937)
- At the Villa Rose (1940)
- The Second Mr. Bush (1940)
- It Happened to One Man (1940)
- Old Mother Riley in Business (1941)